# Lake megye (Michigan)
Lake megye az Amerikai Egyesült Államokban, azon belül Michigan államban található. Megyeszékhelye és legnagyobb városa Baldwin. Lakosainak száma 12 096 fő (2020. április 1.). Lake megye Wexford, Newaygo, Mason, Oceana, Manistee, Osceola és Mecosta megyékkel határos.

## Népesség
A megye népességének változása:
| Lakosok száma | 11 499 | 11 488 | 11 459 | 11 386 | 11 424 | 12 096 |
|               | 2010   | 2011   | 2012   | 2013   | 2015   | 2020   |